# بنجی
بنجی (انگلیسی: Benjy)، یک فیلم کوتاه مستند محصول آمریکا است که در ۱۹۵۱ میلادی توسط فرد زینمان کارگردانی و تهیه شد. این فیلم جایزه اسکار برای بهترین مستند کوتاه را در سال ۱۹۵۲ میلادی از بیست و چهارمین دوره جوایز اسکار به دست آورد.
هنری فوندا راوی این فیلم کوتاه پیرامون پسری که از بدو تولد معلول شد، است.

## نقش
- لی آکر در نقش بنجی
- هنری فوندا در نقش راوی (صدا)